# بلدة فان متر (دالاس)
بلدة فان متر، دالاس (آيوا) (بالإنجليزية: Van Meter Township, Dallas County, Iowa)‏ هي منطقة سكنية تقع في الولايات المتحدة في مقاطعة دالاس. يقدر عدد سكانها بـ 3,061 نسمة ومساحتها 103.9 كم2 وترتفع عن سطح البحر 280 متر.